# Steppen-Wolfsmilch
Die Steppen-Wolfsmilch (Euphorbia seguieriana) ist eine Pflanzenart aus der Gattung Wolfsmilch (Euphorbia) innerhalb der Familie der Wolfsmilchgewächse (Euphorbiaceae). Sie ist in Eurasien verbreitet.

## Beschreibung

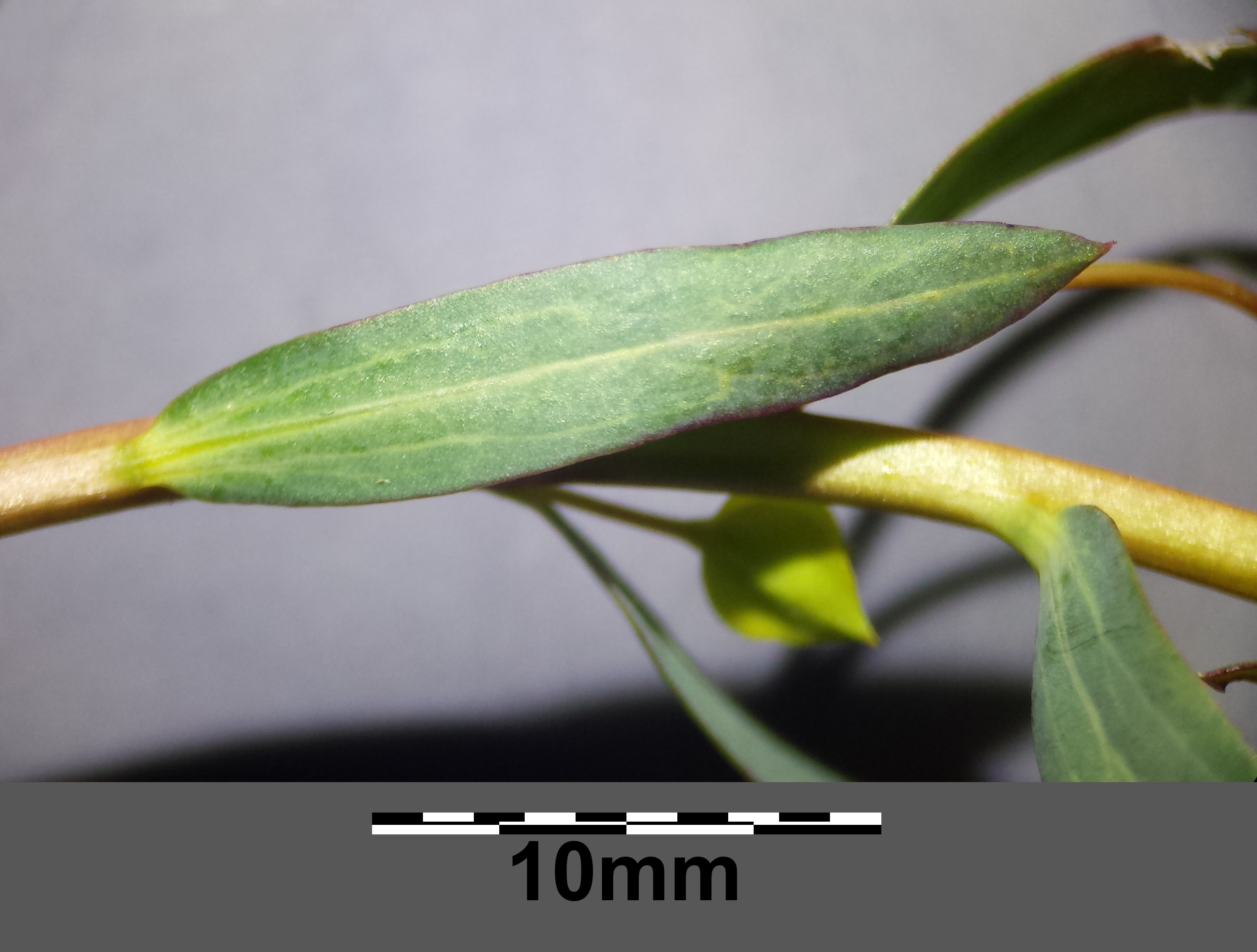
Stängel mit Laubblatt

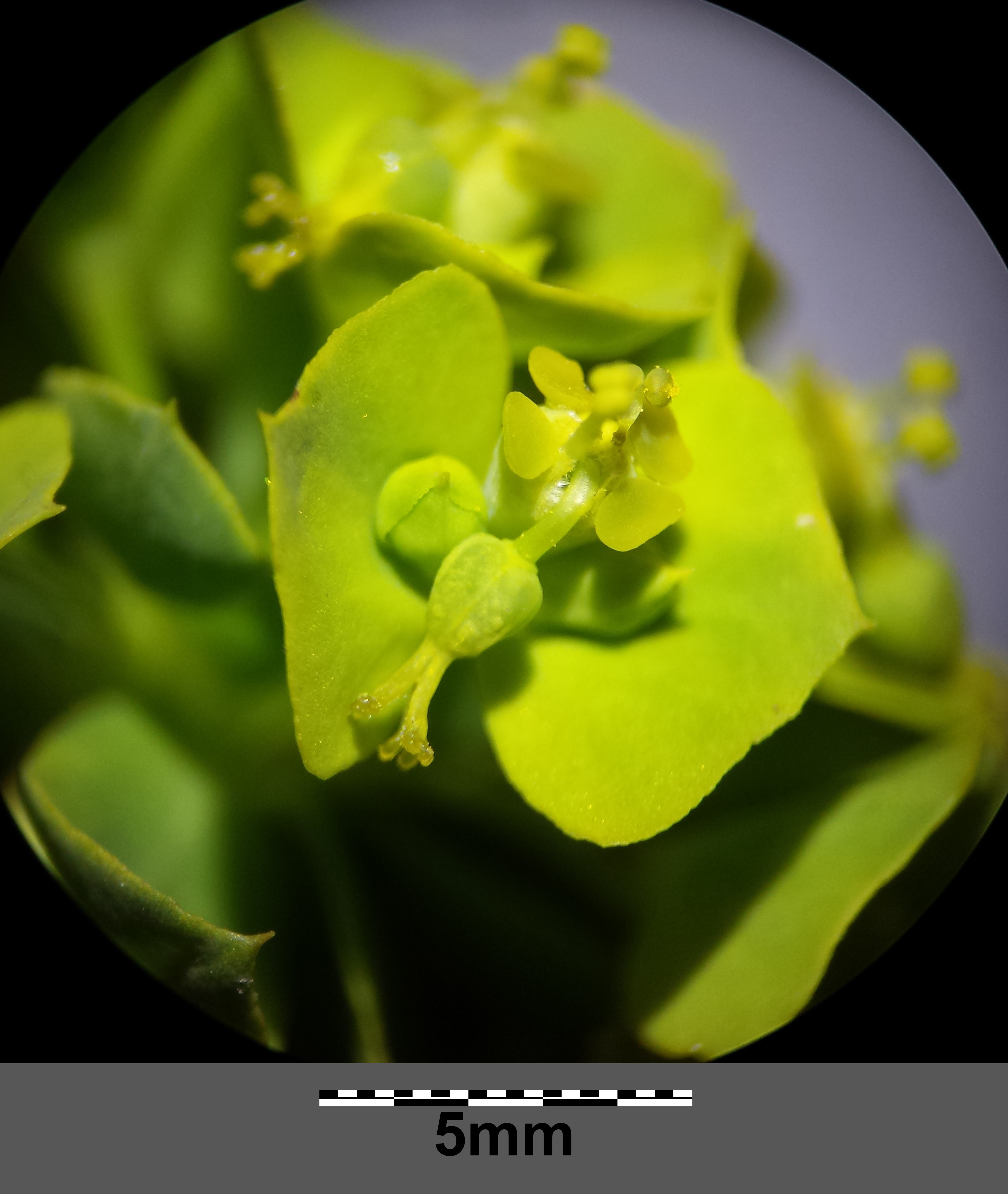
Blütenstand (Ausschnitt)

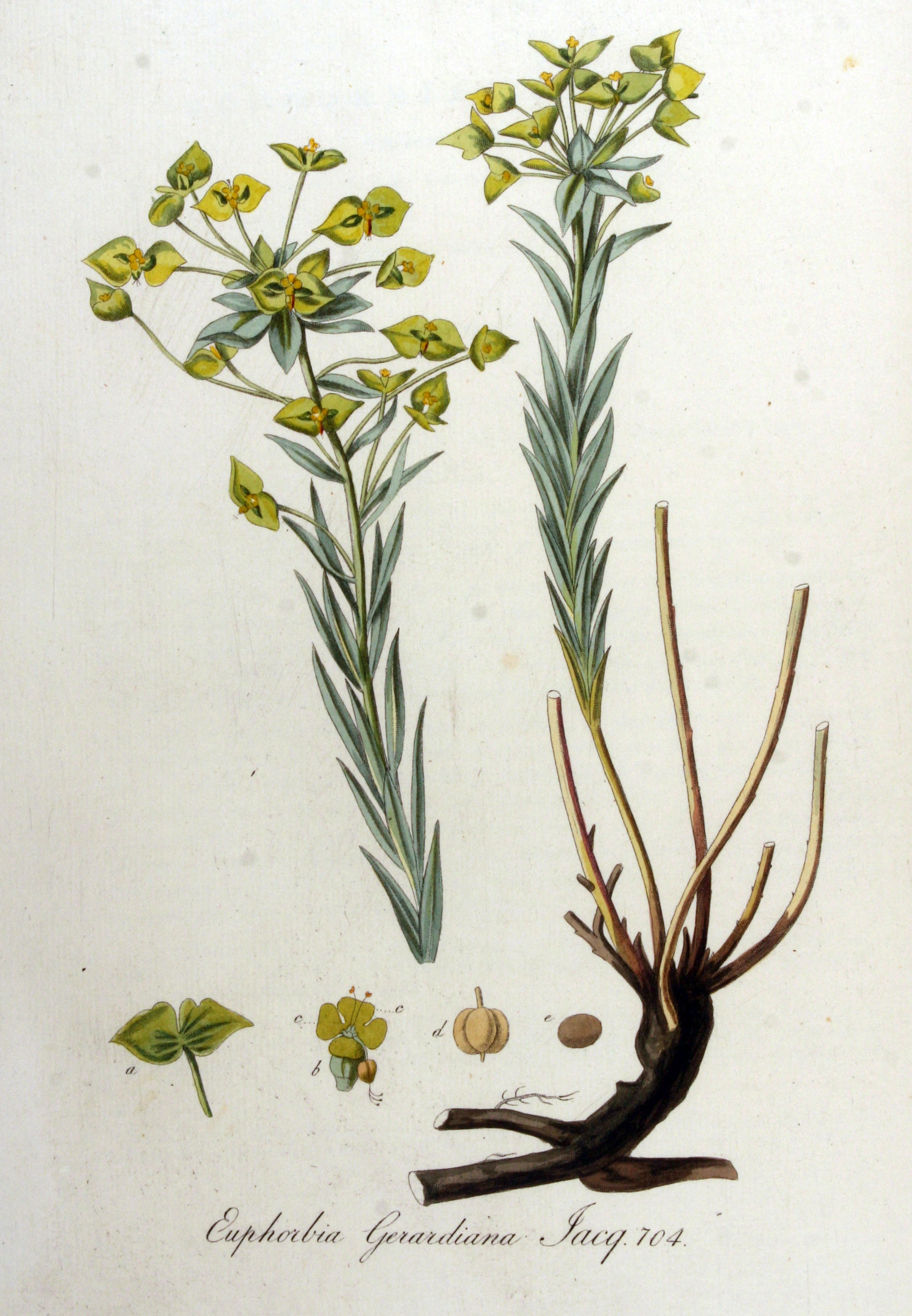
Illustration aus der Flora Batava, Volume 9

### Vegetative Merkmale
Die Steppen-Wolfsmilch ist eine ausdauernde krautige Pflanze, die Wuchshöhen von 15 bis 40 Zentimetern erreicht. Die vegetativen Pflanzenteile sind blau-grün gefärbt. Ihre Wurzel kann eine Länge von 1,5 Metern und einen Durchmesser von 4 Zentimetern erreichen. An einem Pflanzenexemplat sind mehrere Stängel oft buschig angeordnet. Die Stängel sind aufrecht, aufsteigend oder niederliegend und ohne unfruchtbare Verzweigungen.
Die Laubblätter sind lederig und wirken sukkulent. Die mittleren Laubblätter sind bei einer Länge von 10 bis 20 Millimetern sowie einer Breite von 2 bis 4 Millimetern lineal-lanzettlich und enden in einer Stachelspitze.

### Generative Merkmale
Die Blütenstände bestehen aus mehr als acht Strahlen, die wiederum ein- oder zweimal, selten auch bis zu fünfmal dichotom gegabelt sind. Das Cyathium ist etwa 2,5 Millimeter lang und trägt querovale, am Vorderrand oft ausgeschweifte, manchmal auch halbmondförmige, anfangs dunkel-grüne, später dunkel-gelbe Nektardrüsen.
Die Kapselfrüchte sind 2 bis 3 Millimeter lang, fein punktiert und kahl. Die ovalen Drüsen besitzen meist keine Hörner. Die Samen sind glatt, hellgelb, später hellgrau und 1,7 Millimeter lang.
Die Chromosomenzahl beträgt 2n = 16 oder 18.

## Vorkommen
Die Steppen-Wolfsmilch ist in Eurasien verbreitet. Es gibt in Europa Fundortangaben für Spanien, Andorra, die Balearen, Frankreich, Korsika, Italien, die Schweiz, Liechtenstein, Österreich, Deutschland, Belgien, die Niederlande, Polen, Ungarn, in der früheren Tschechoslowakei, im früheren Jugoslawien, Albanien, Bulgarien, Rumänien, Griechenland, Kreta, im europäischen Teil der Türkei sowie des südlichen Russlands, die Ukraine und die Krim. In Asien kommt sie in der Türkei, im Iran, in Afghanistan, in Ciskaukasien, Armenien, Aserbaidschan, Dagestan, im südwestlichen Sibirien, Kasachstan, Turkmenistan und im nördlichen Pakistan vor.
In Mitteleuropa wächst die Steppen-Wolfsmilch auf kontinentalen Trockenrasen. Sie gedeiht in Mitteleuropa am besten auf trockenwarmen, basenreichen, nährstoffarmen Löß- und Lehmböden. Sie ist pflanzensoziologisch in Mitteleuropa eine Charakterart der Ordnung Festucetalia valesiacae, kommt aber auch in Gesellschaften der Verbände Xerobromion oder Koelerion glaucae vor. Sie steigt in Südtirol bis in Höhenlagen von 900 Metern und im Kanton Wallis bis 1600 Meter auf. In Deutschland gedeiht sie in Trockenrasen im Rhein-, Main-, Nahe-, Mosel-, Lippe-, Ems-, Unstrut-, Saale- und Elbegebiet, in Österreich in Niederösterreich und im Burgenland. Sie gilt in Deutschland als gefährdet.
Die ökologischen Zeigerwerte nach Landolt et al. 2010 sind in der Schweiz für Euphorbia seguieriana subsp. seguieriana: Feuchtezahl F = 1 (sehr trocken), Lichtzahl L = 4 (hell), Reaktionszahl R = 4 (neutral bis basisch), Temperaturzahl T = 4+ (warm-kollin), Nährstoffzahl N = 2 (nährstoffarm), Kontinentalitätszahl K = 5 (kontinental).

## Systematik

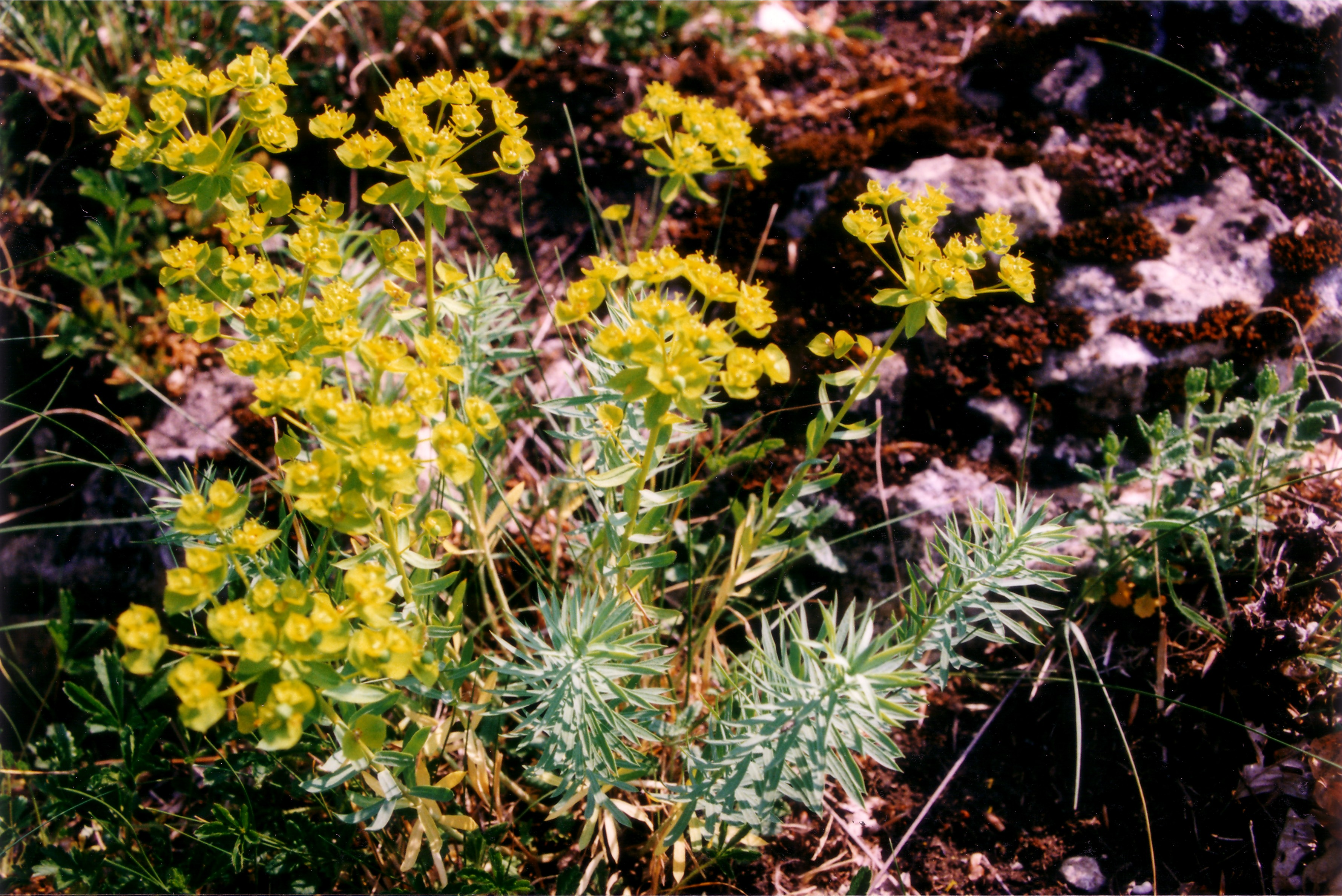
Euphorbia seguieriana subsp. niciciana → Euphorbia niciciana

Die Erstveröffentlichung von Euphorbia seguieriana erfolgte 1770 durch Noël Martin Joseph de Necker in Historia et Commentationes Academiae Electoralis Scientiarum et Elegantiorum Litterarum Theodoro-Palatinae. Mannheim, 2, S. 493. Das Artepitheton seguieriana ehrt den französischen Archäologen und Botaniker Jean François Séguier (1703–1784).
Je nach Autor gibt es von der Art Euphorbia seguieriana s. l. einige Unterarten (Auswahl):
- Euphorbia seguieriana subsp. armeniaca Frajman: Sie wurde 2019 aus dem südlichen Transkaukasus erstbeschrieben.[10]
- Euphorbia seguieriana subsp. hohenackeri (Boiss.) Rech. f. (Syn.: Euphorbia hohenackeri Hochst. ex Boiss.): Sie kommt von der östlichen Türkei bis zum Kaukasusraum vor.[6] Diese Art/Unterart ist benannt nach dem deutsch-schweizerischen Missionar und Botaniker Rudolph Friedrich Hohenacker (1798–1874), der sie als Erster gesammelt hat.
- Euphorbia seguieriana subsp. niciciana (Borbás ex Novák) Rech. f. (Syn.: Euphorbia niciciana Borbás ex Novák,[6] Euphorbia seguieriana var. niciciana (Borbás ex Novák) Geltman, Euphorbia esuloides Velen. ex Nyman nom. illeg., Euphorbia reflexa Formánek nom. illeg., Euphorbia rumelica Formánek) Es handelt sich um eine eigene Art Euphorbia niciciana Borbás ex Novák:[10] Sie kommt von der Balkanhalbinsel bis Pakistan vor.[10]
- Euphorbia seguieriana Neck. subsp. seguieriana (Syn.: Euphorbia gerardiana Jacq., Euphorbia caiogala Ehrh., Euphorbia seguieri (Scop.) All., Euphorbia campestris S.Geuns, Euphorbia linariifolia Lam., Euphorbia homophylla Lange ex Schrank, Euphorbia firma Ledeb., Euphorbia ventosica Chaix ex Timb.-Lagr., Euphorbia syrmiensis Kit., Euphorbia loiseleurii (Rouy) Prain, Euphorbia sturii Holuby ex Velen., Euphorbia seguieriana subsp. loiseleurii (Rouy) Greuter & Burdet, Euphorbia seguieriana var. gerardiana (Jacq.) Fiori, Euphorbia seguieriana var. minor (Duby) Wilczek, Euphorbia seguieriana var. virgata Fiori, Euphorbia seguieriana var. petrogena Tamamsch., Euphorbia seguieriana var. arenivaga (Martrin-Donos) Oudejans, Euphorbia seguieriana var. dentata (Chabert) Oudejans, Euphorbia seguieriana var. firma (Ledeb.) Oudejans, Euphorbia seguieriana var. intermedia (Savul.) Oudejans, Euphorbia seguieriana var. lanceolata (Cariot) Oudejans, Euphorbia seguieriana var. latifolia (J.J.Schmitz & Regel) Oudejans, Euphorbia seguieriana var. sturii (Holuby) Oudejans, Euphorbia seguieriana var. dolomitica (Liou) Jauzein): Sie kommt von Europa bis Pakistan und dem nordwestlichen China vor.[6]

## Ökologie
Weidetiere rühren die Stängel wegen ihres scharfen Milchsafts nicht an.